# Gebre Guracha
Gebre Guracha – miasto w Etiopii, w regionie Oromia.